# دیوید بیلکوس
دیوید بیلکوس (هلندی: David Bielkus؛ زادهٔ ۲۲ مارس ۱۹۴۵) بازیکن فوتبال اهل اسکاتلند است. او برای باشگاه فوتبال آرسنال، باشگاه فوتبال میلوال، باشگاه فوتبال چلتنهام تاون، باشگاه فوتبال اشفورد یونایتد، باشگاه فوتبال تونبریج آنجلز بازی کرده‌است.